# Sevillanas

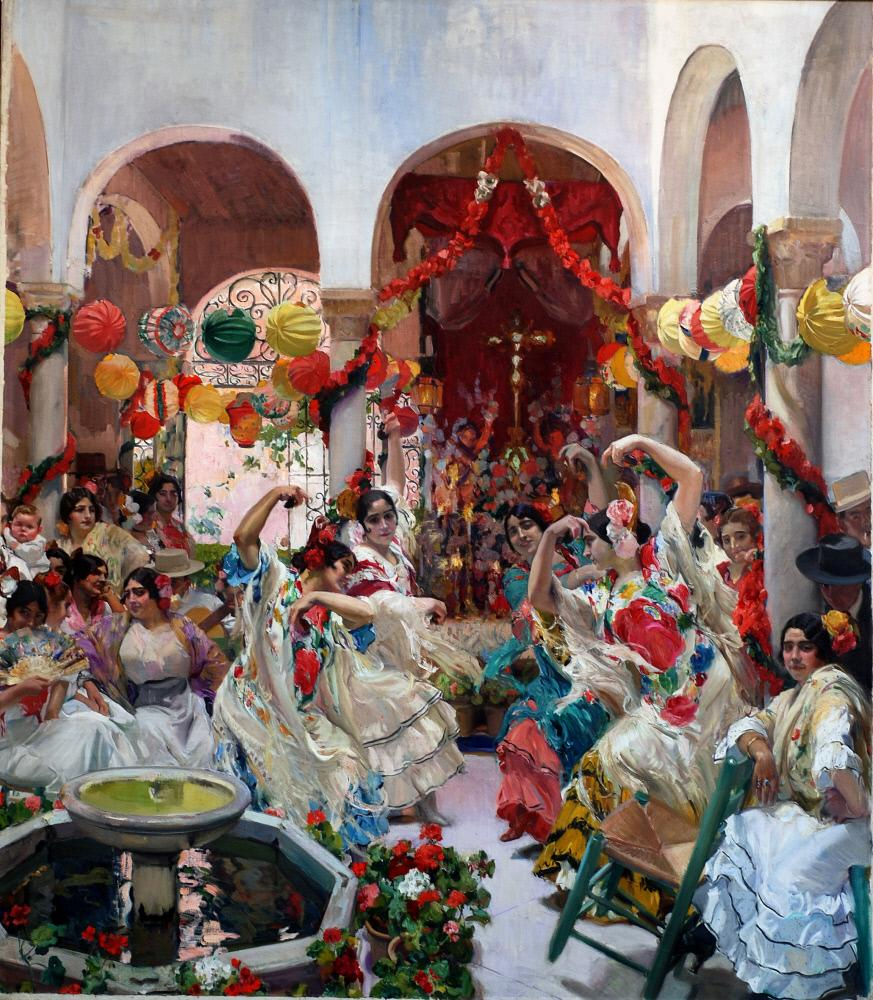
Sevillanas de Joaquín Sorolla (1915).

Las sevillanas, antiguamente llamadas seguidillas sevillanas, son una música y danza típicas de Andalucía sobre todo en Sevilla, Huelva, Córdoba y Cádiz, en el sur de España, bailado en parejas y de carácter festivo. La música tiene su origen en la seguidilla manchega, de la cual hereda la estructura pero que, debido al contacto con otras músicas de Andalucía, su sonido se ha ido aflamencando. En cuanto a la danza, que se agregaría después, toma sus movimientos de la escuela bolera. No son un palo del flamenco propiamente dicho, porque su baile está coreografiado y su lírica se ha simplificado para acompañar al baile, aunque sí que aglutina diversos elementos estéticos del flamenco. Las sevillanas siempre se interpretan en series de cuatro y se componen de una seguidilla simple de cuatro versos y de un estribillo de tres.
En la actualidad, es considerado uno de los cantes y bailes populares más reconocidos de España. Se cantan y se bailan en las distintas ferias que se celebran en la provincia de Sevilla, donde más se bailan, siendo su mayor exponente la Feria de Sevilla, así como en las romerías de la provincia de Huelva, donde más se cantan, siendo su mayor exponente la Romería del Rocío (en Almonte, Huelva). Asimismo las encontramos en diversas festividades romeras como la de la Virgen de la Cabeza (en Andújar, Jaén). Antiguamente, las sevillanas se bailaban en los patios andaluces y los corralones.

## Historia
La convención señala la segunda mitad del siglo XIX, particularmente el surgimiento de la Feria de Abril, como el nacimiento de las sevillanas modernas. Tienen como antecedentes las seguidillas, danza popular que se baila en Sevilla desde fines del siglo XVI. Esta danza, de origen castellano, vivió un proceso de aflamencamiento al encontrarse en contacto con los géneros flamencos como la soleá, la bulería, el tango o el fandango. Por ejemplo, el pandero y las sonajas de la primitiva seguidilla fueron cambiadas por la guitarra, las palmas y las castañuelas.
Las seguidillas aparecen registradas en la novela picaresca Guzmán de Alfarache (1599), de Mateo Alemán. En Alosno, Huelva, las seguidillas castellanas evolucionan a las seguidillas alosneras, que a diferencia de las sevillanas, se siguen interpretando en series de tres. El poema La Quincaida, escrito por Gaspar María de Nava en 1779, incluye una estructura de sevillanas que es independiente al de las seguidillas.  
A partir del siglo XVIII se establece la coreografía de las sevillanas, y el baile se convierte rápidamente en el elemento protagónico. En cuanto al baile, toma prestados la mayoría de sus movimientos de la escuela bolera: el paseo o paseíllo, la pasada, el zapateado, el careo, las vueltas o el braceo son algunos ejemplos. Las sevillanas de por aquél entonces todavía se bailaban en tres rondas (hoy en día son típicamente cuatro), como por ejemplo las sevillanas Viva Sevilla que recogió Federico García Lorca y que grabó en 1931 junto con La Argentinita. A lo largo de todo el siglo XIX se documentan muchas sevillanas provenientes de las fiestas populares celebradas por la región. 

### Industria discográfica
Los primeros discos de sevillanas son publicados a partir de 1950 por los Hermanos Toronjo, de Alosno, Huelva. Sin embargo, la época más prolífica de este género fue el llamado «boom de las sevillanas», ocurrido entre 1983 y 1988.
En 1992, el director Carlos Saura publica la película Sevillanas, un mediometraje que homenajea este género flamenco y se convierte en una de las mayores antologías audiovisuales tanto de sevillanas clásicas como nuevas. En esta película colaboraron artistas como Camarón, Manuel Pareja Obregón, Tomatito o Merche Esmeralda.

## Estructura musical
Si bien es cierto que existen ciertas excepciones (sevillanas muy antiguas o muy alternativas), la estructura formal de una sevillana es siempre la misma:
introducción – salida – vuelta – salida – vuelta – salida – cierre 
Los versos de las sevillanas se alternan entre heptasílabos y pentasílabos de la siguiente manera (se indica también la rima, si es asonante o si no tiene):
1. Seguidilla simple (4 versos):

1º → 7 sílabas, suelta
2º → 5 sílabas, asonante
3º → 7 sílabas, suelta
4º → 5 sílabas, asonante
1. Estribillo (3 versos):

1º → 5 sílabas, asonante
2º → 7 sílabas, suelta
3º → 5 sílabas, asonante

## Elementos de una sevillana
Las sevillanas constan de tres elementos: la música, el cante y el baile.

### El cante
El cante de una sevillana tiene un compás de ¾, es decir, tres tiempos: uno fuerte y dos flojos. La sevillana completa consta de 43 compases.
El cante, hasta la segunda mitad del siglo XX es un cante popular, cantado por el país y para el país, recogiendo en sus consonantes pasajes de la vida cotidiana y de sucesos habituales:
- Alguna crítica simpática:

"María la morena
puso un potaje
y le salieron duros
vaya malaje"
eso sería que María la morena
se dormiría."
- Historias graciosas:

"Me casé con un enano, salerito
pa hartarme de reír
¡ole ahí ese tío que va ahí!
eso sí que fue de veras
que al bajarse de la cama, salerito,
se cayó en la escupidera".
- Rocieras:

La historia de una amapola,
que escapó de entre los trigos
dicen que la vio el almendro
dicen que la vio el olivo
dicen que la vio la luna
por en medio de un camino
y el lunes por la mañana.
ese lunes del gentío
dicen que bajó del cielo
con la Virgen del Rocío
acariciando su pelo.
- O acontecimientos importantes:

"Por el puente Triana
pasa la Reina
no llevaba corona
tampoco peina".
Este último pasaje hace referencia al paso de la reina Isabel II durante la inauguración del puente que lleva su nombre en Sevilla, conocido popularmente como el Puente de Triana. 
Aunque ciertamente hay mucha diversidad temática, la mayoría de veces las sevillanas hablan de:
- Amor, el amante y el desamor
- Alabar a la ciudad pueblo o provincia en cuestión
- La tauromaquia
- Celebrar la Feria
- Ensalzar la romería
- Temática campesina, pescadora, etc.
- Cantarle a la Blanca Paloma, Jesús, la Semana Santa, etc.
- etc.

### El baile
Es el baile folclórico más popular y más conocido en España[cita requerida] pudiéndose diferenciar entre bailes rápidos o lentos. Las sevillanas se suelen bailar por parejas, salvo excepciones y experimentales combinaciones donde el baile lo ejecuta una formación de más de dos personas al mismo tiempo, al son de las cuatro coplas en que se divide la sevillana. En otros tiempos eran siete coplas las que componían la sevillana completa, escasamente se puede escuchar que haya alguien que las cante como antes. Se pueden diferenciar cuatro movimientos dentro del baile: paseíllos, pasadas, careos y remate. El fin de la última copla se hace coincidir la música y el baile haciendo los que lo ejecutan un bonito y a veces romántico y provocativo (normalmente por parte del varón) desplante.
Su compás es de 3/4,es decir, de tres tiempos. De estos tiempos, el primero es fuerte y los dos siguientes son flojos.
Hay distintos tipos de bailes : 
- corraleras
- boleras
- flamencas

La vestimenta tradicional de los bailaores son el traje de flamenca para ella, y el traje corto para él.

### La música
La música que acompaña a las sevillanas surge por norma de las cuerdas de una guitarra que se toca en cualquier tono, dependiendo del cantante. Los primeros sones que se ejecutan es rasgueando, hasta que el cantante o el guitarrista hace la introducción del cante.
Suele acompañarse los toques de guitarra con palmas que hacen los palmeros que acompañan al cantante o al grupo, también son típicas en algunas ocasiones, las castañuelas (o palillos como se conocen popularmente en Andalucía Occidental), flauta rociera, tamboril, pandereta o caña rociera.

## Autores

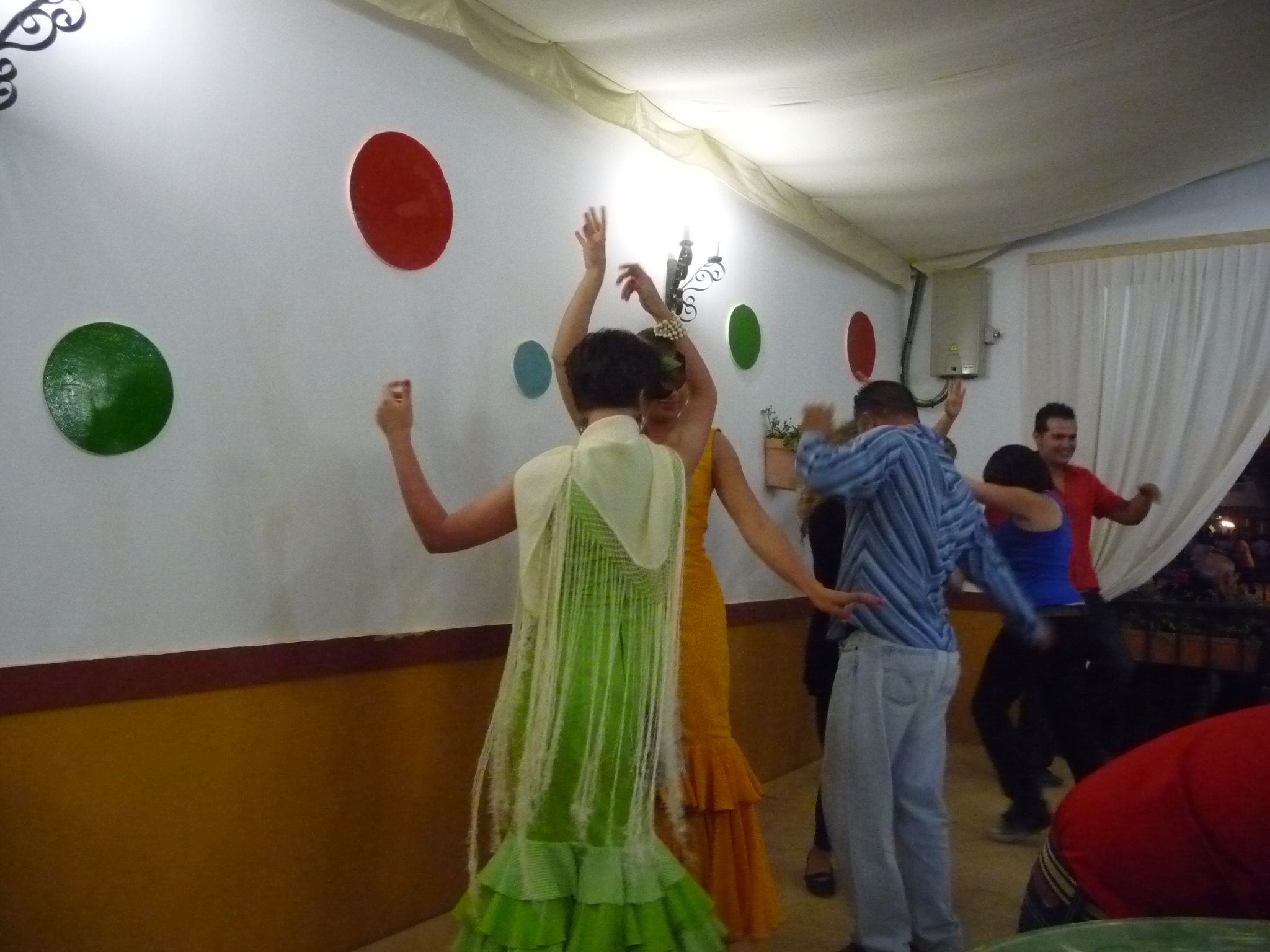
Cambio

En la década de 1950 hacen aparición los primeros discos por sevillanas, sus pioneros fueron los hermanos Toronjo, dos hermanos del municipio de Alosno (Huelva), que tal vez ni imaginaran al principio lo que supondría para el futuro el registro de sus canciones. Sus sevillanas se hicieron míticas, conocidas como «bíblicas», después se inclinaron por dedicarle sevillanas a la Virgen del Rocío y su romería, al igual que a la provincia de Huelva y al Descubrimiento de América.
A los pocos años, aparecieron los hermanos Reyes, originarios de Castilleja de la Cuesta. Ellos incluyeron cambios como la diversidad completa en la melodía, sin repetir de una sevillana a otra, dedicaron sus cantes, además de a la Virgen del Rocío, a los monumentos, a las tradiciones, a las calles, puentes e historia de Sevilla.
Un importante compositor de sevillanas fue Manuel Pareja Obregón. Un productor y compositor clave en la evolución de las sevillanas en los años 80 fue Manuel Sánchez Pernía.
También fueron interpretadas por grandes cantantes de la copla como fueron Concha Piquer, Estrellita Castro, Perlita de Huelva, Gracia Montes, Paquita Rico, Lola Flores, Gracia de Triana, la Niña de La Puebla, Miguel de Molina o la cantaora María Jiménez, que llegaron en algún momento incluso a realizar alguna película donde inmortalizar este cante y baile.
Como solista la primera en destacar fue la Niña de los Peines, y más recientemente ha tenido grandes éxitos como cantante de sevillanas María del Monte. 
A partir de la década de 1960 surgen grupos que se dedicaban exclusivamente a este tipo de cante, destacando de entre todos ellos Los Marismeños, creadores de un estilo propio, e innovadores en su música, su cante ha ido principalmente dirigido al Rocío y a todo el entorno de su singular romería; a toda Huelva y tantas otras estampas rocieras pregonadas por ellos.
Además de otros grupos destacables que también alcanzaron la fama como Los romeros de la Puebla, Salmarina, Amigos de Gines, Los choqueros, Los de la trocha, y un largo etcétera. La popularidad de algunos de ellos ha sobrepasado las fronteras de España.
Otros grupos y solistas como El Pali, apodado «el trovador de Sevilla», uno de los ms conocidos de la ciudad, cantó principalmente a Sevilla y sus tradiciones, Cantores de Híspalis, otros revolucionarios de las sevillanas que la llevaron a lo más alto dándole auténtica dimensión mundial, haciendo verdaderas representaciones en sus espectáculos con grandes puestas en escenas (uno de sus discos está acompañado musicalmente por la Filarmónica de Londres). Ecos del Rocío, también muy conocidos hasta el día de hoy, han logrado llegar al gran público interpretando temas sensibles.
Durante la década de 1980 con la inercia de los coros de las hermandades del Rocío, surgieron los coros rocieros haciéndose muy famosos, añadieron a las sevillanas alguna característica de polifonía coral clásica. De estos los que más han destacado son el Coro de Huelva, el Coro de Almonte, el Coro de Emigrantes de Huelva, el Coro de Triana, el Coro de Sevilla, el Coro de Coria y Coro de la Peña Flamenca Femenina de Huelva. Separándose un poco de lo que son los coros sin dejar de ser otro, aparece Raya Real, cantando las sevillanas de manera distintas siendo conocidas sus versiones aceleradas de antiguos éxitos.
En la actualidad, podemos destacar como solista a Paco Candela o Ana de Caro y como grupo de componentes a los Hermanos Manguara, a nivel de composición uno de los más activo en el SXXI, podemos nombrar a Paco Millán